# Parti socialiste combattant de Grèce
Le Parti socialiste combattant de Grèce (grec moderne : Αγωνιστικό Σοσιαλιστικό Κόμμα Ελλάδας, Agonistikó Sosialistikó Kómma Elládas, Α.Σ.Κ.Ε.), (ASKE), est un parti de la gauche politique grecque qui a été fondé en février 1984.

## Historique
Le noyau principal de ses cadres fondateurs était composé de membres du comité d'organisation du PASOK. Après la victoire du parti aux élections législatives grecques de 1981 et son accession au pouvoir, certains ont protesté contre la violation des principes fondateurs lors de l'exercice du pouvoir. Ils ont donc démissionné. Leur opposition s'est ensuite exprimée dans la motion proposée par Nikos Kargopoulos au Comité Central du PASOK à l'été 1983. Celle-ci a conduit à leur exclusion du PASOK. 
Avec d'autres éléments venus de l'ensemble des mouvements de gauche et progressistes, ils ont fondé le Mouvement social, qui est finalement devenu ASKE en février 1984. Ses vues fondamentales sont la lutte pour l'indépendance vis-à-vis des puissances étrangères, comme l'Union européenne et l'OTAN, l'autogestion, le respect complet de droits individuels et politiques, et la démocratie. 
ASKE publie un journal tous les deux mois.

## Résultats électoraux

### Élections parlementaires
| Année          | Voix               | %                  | Rang               | Sièges  |
| -------------- | ------------------ | ------------------ | ------------------ | ------- |
| 1985           | 10 368             | 0,16               | 7e                 | 0 / 300 |
| juin 1989      | 2 738              | 0,04               | 18e                | 0 / 300 |
| novembre 1989  | 1 590              | 0,02               | 13e                | 0 / 300 |
| 1993           | 1 578              | 0,02               | 16e                | 0 / 300 |
| 1996           | 2 108              | 0,03               | 19e                | 0 / 300 |
| 2000           | 2 026              | 0,03               | 17e                | 0 / 300 |
| 2004           | 3 180              | 0,04               | 13e                | 0 / 300 |
| 2007           | 2 109              | 0,03               | 16e                | 0 / 300 |
| 2009           | Ne se présente pas | Ne se présente pas | Ne se présente pas | 0 / 300 |
| mai 2012       | Ne se présente pas | Ne se présente pas | Ne se présente pas | 0 / 300 |
| juin 2012      | Ne se présente pas | Ne se présente pas | Ne se présente pas | 0 / 300 |
| janvier 2015   | Ne se présente pas | Ne se présente pas | Ne se présente pas | 0 / 300 |
| septembre 2015 | Ne se présente pas | Ne se présente pas | Ne se présente pas | 0 / 300 |

### Élections européennes
| Année | Voix               | %                  | Rang               | Sièges |
| ----- | ------------------ | ------------------ | ------------------ | ------ |
| 1984  | 10 389             | 0,18               | 11e                | 0 / 24 |
| 1989  | Ne se présente pas | Ne se présente pas | Ne se présente pas | 0 / 24 |
| 1994  | Ne se présente pas | Ne se présente pas | Ne se présente pas | 0 / 25 |
| 1999  | 9 840              | 0,15               | 19e                | 0 / 25 |
| 2004  | 11 598             | 0,19               | 16e                | 0 / 24 |
| 2009  | 5 624              | 0,11               | 22e                | 0 / 22 |
| 2014  | 3 640              | 0,06               | 37e                | 0 / 21 |